# Équipe cycliste Sestroretsk
L'équipe cycliste Sestroretsk est une équipe cycliste féminine russe, créée en 2020. 

## Classements UCI
Ce tableau présente les places de l'équipe Servetto Footon au classement de l'Union cycliste internationale en fin de saison, ainsi que ses meilleures coureuses au classement individuel.
| Année | Classement par équipes | Meilleure coureuse au classement individuel |
| 2020  | 30e                    | Margarita Syradoeva (160e)                  |
| 2021  | 41e                    | Seda Krylova (163e)                         |

## Encadrement
Le directeur sportif et représentant de l'équipe auprès de l'UCI est Igor Kuznetcov. Il est assisté de Nikolai Ignatev et Andrei Krylov.

## Sestroretsk en 2021

### Effectif
| Effectif 2021         | Effectif 2021     | Effectif 2021 | Effectif 2021        |
| Cycliste              | Date de naissance | Pays          | Équipe précédente    |
| --------------------- | ----------------- | ------------- | -------------------- |
| Galina Tchernychova   | 21 novembre 1993  | Russie        |                      |
| Ekaterina Fadeeva     | 19 février 2002   | Russie        |                      |
| Irina Ivanova         | 28 février 1998   | Russie        |                      |
| Kristina Ivanova      | 13 octobre 2002   | Russie        |                      |
| Polina Kirillova      | 8 octobre 1997    | Russie        |                      |
| Kristina Kiryakova    | 4 décembre 2002   | Russie        |                      |
| Seda Krylova          | 26 janvier 1994   | Russie        |                      |
| Valentina Starodubova | 1 février 2000    | Russie        |                      |
| Margarita Syrodoeva   | 6 avril 1995      | Russie        | BePink Cogeas (2017) |
|                       |                   |               |                      |
| Source : UCI          |                   |               |                      |

### Victoires

#### Sur route
| Victoires | Victoires | Victoires | Victoires | Victoires | Victoires |
| Date      | Course    | Pays      | Classe    | Vainqueur |           |
| --------- | --------- | --------- | --------- | --------- | --------- |

### Classement mondial
| Classement UCI | Classement UCI      | Classement UCI | Classement UCI |
| Coureuse       | Coureuse            | Pays           | Points         |
| -------------- | ------------------- | -------------- | -------------- |
| 163e           | Seda Krylova        | Russie         | 138 pts        |
| 229e           | Margarita Syrodoeva | Russie         | 83 pts         |
| 836e           | Ekaterina Fadeeva   | Russie         | 8 pts          |